# México de mis recuerdos
México de mis recuerdos es una película musical mexicana de 1944, escrita y dirigida por Juan Bustillo Oro, y protagonizada por Joaquín Pardavé, Fernando Soler, Sofía Álvarez, Luis Aldás, Antonio R. Frausto, Dolores Camarillo, Conchita Gentil Arcos, Mimí Derba, Salvador Quiroz.

## Sinopsis
El presidente Porfirio Díaz y su esposa, Carmen Romero Rubio, escuchan un vals, desconociendo su nombre. Así el presidente Díaz le pregunta al teniente González cuál es el nombre del vals y quién es el autor, y se  entera de que es el vals «Carmen» de su amigo Jesús Flores, a quien en agradecimiento le envía de obsequio un piano con su secretario Susanito Peñafiel y Somellera.
Al hacer entrega del piano en la casa de Jesús Flores, Peñafiel conoce a Pablo Flores, hijo de Jesús, donde además las tías con quienes vive le informan que don Jesús murió hace 20 años, donde se cruza la información de que es imposible, porque le acaba de dedicar un vals a la esposa del general Díaz, entonces Pablo sale de escena prometiendo encontrar al usurpador del nombre de su padre, saliendo también Peñafiel con la tía Cuquita a la puerta, donde ella le revela que Jesús Flores no ha muerto, que debido a su embriaguez y a su vida de artista acabó con las fortunas de él y de su esposa, madre de Pablo y hermana de las tías, por lo que dejó la casa para que ellas educaran a su sobrino y lo nombraran su heredero.
Al entregar el piano a Jesús Flores, Susanito Peñafiel y Somellera, después de pasar toda una tarde en la bohemia, es nombrado mecenas por todos los presentes para que los agasaje con bebida y comida, cuando entra en escena Pablo, quien no sabe que Jesús Flores es su padre y a quien le reclama el haber firmado un vals con su nombre. Después de pedirse y otorgarse mutuamente el perdón, se anuncia la aparición del presidente de la República, pero resulta ser don Nicolás Zúñiga y Miranda, a lo cual Peñafiel pide al coronel Zamudio que se bata en duelo en su representación, por usurpar al general Díaz, culminando la escena con la asistencia del grupo al Teatro Principal, al estreno de la zarzuela mexicana «Chin-Chun-Chan» y el encuentro de Pablo Flores con Adelina Roca y el amante de ella José N., quien reta a duelo a Pablo Flores, provocando un escándalo que será relatado en los periódicos del día siguiente.

## Reparto

### Personajes históricos
- Presidente Porfirio Díaz (Antonio R. Frausto)
- Carmen Romero Rubio de Díaz y Castelló (Virginia Zuri)
- Amado Nervo (José Pidal)
- Ernesto Elorduy ( Ernesto Monato)
- Luis G. Urbina (Ricardo Mutio)
- Nicolás Zúñiga y Miranda (Max Langler)
- Hermanas Romualda y Genara Moriones (Adelina Vehi y Victoria Argota)

### Personajes ficticios
- Susanito Peñafiel y Somellera: secretario del Presidente de la República (Joaquín Pardavé)
- Jesús Flores (Fernando Soler) y padre de Pablo Flores (Luis Aldás)
- Adelina Roca, tiple de teatro (Tana Devodier)
- Rosario Medina (Sofía Álvarez)
- Gertrudis (Mimí Derba), Blandina (Conchita Gentil Arcos) y Cuquita (María Luisa Serrano) (tías de Pablo)
- Teniente González (Roberto Cañedo)
- Coronel Zamudio ( Salvador Quiroz)
- Dolores Camarillo
- Manolo Noriega
- Valentín Asperó
- Alfredo Varela padre
- Alberto Michel

## Equipo de producción
- Juan Bustillo Oro (escritor y director)
- Dirección musical: Federico Ruíz
- Fotografía : Laurón Draper
- Operador : Jorge Stahl Jr.
- Escenografía : Luis Moya
- Edición : Mario González
- Sonido : Riveton Audio Espectro
- Ingenieros : Adolfo de la Riva, Juan Manuel Rodríguez
- Dirección de producción: Alfredo Ripstein Jr.
- Estudios y Laboratorios : Azteca
- Producción : Gregorio Wallerstein

## Producción
El vals «Carmen», que en la cinta se atribuye a Jesús Flores, fue compuesto por Juventino Rosas.

## Legado
Este filme ocupa el lugar 57 dentro de la lista de las 100 mejores películas del cine mexicano, según la opinión de 25 críticos y especialistas del cine en México, publicada por la revista somos en julio de 1994.